# Hadulipolia dasypolioides
Hadulipolia dasypolioides là một loài bướm đêm trong họ Noctuidae.